# John Ryan
John Ryan (n. 23 februarie 1944) este un înotător ce a reprezentat Australia, medaliat olimpic. A participat la o ediție a Jocurilor Olimpice (1964) în care a câștigat o medalie de argint și o medalie de bronz.